# Masa Critică (ciclism)

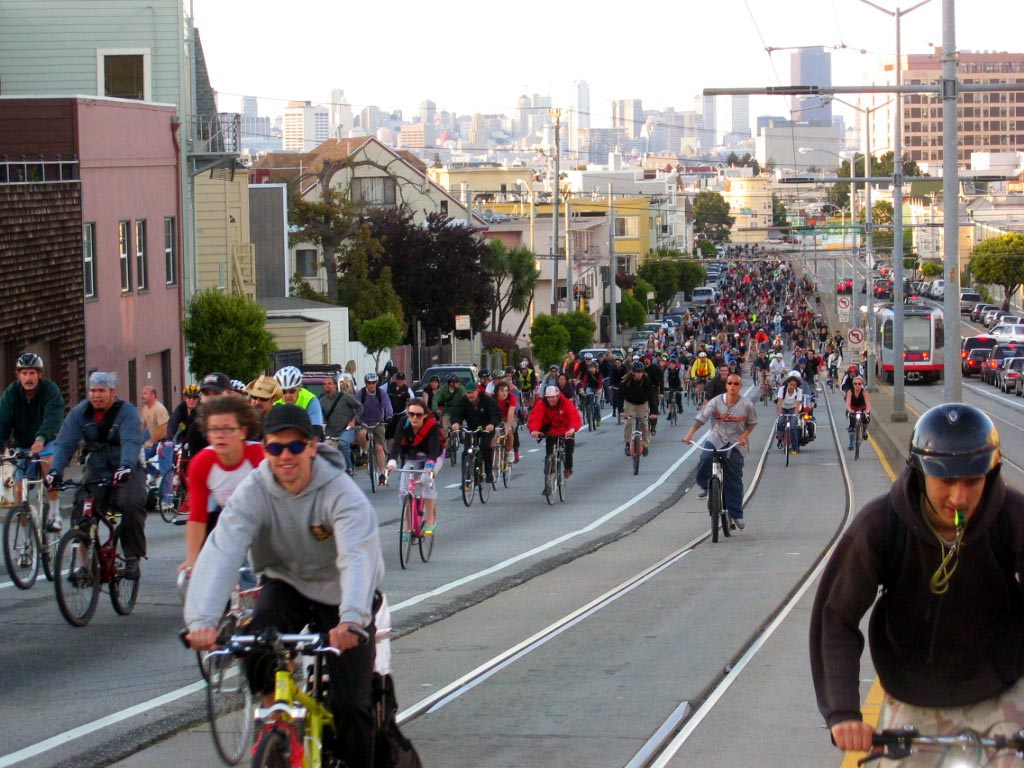
Masa Critică din San Francisco, 29 aprilie 2005

Masa Critică este o plimbare în masă cu bicicletele, care are loc de obicei în ultima zi de vineri a fiecărei luni, în mai multe orașe de pe glob. Masa Critică nu este condusă de nimeni, și nu are nici un mesaj oficial, cu toate că este în general înțeleasă ca un efort de a promova mijloacele alternative de transport (nemotorizate) și de a atrage atenția asupra problemelor de siguranță a celor ce folosesc forme de transport nemotorizate atunci când sunt nevoiți să împartă drumul cu traficul motorizat. Participanții se întâlnesc într-un loc și la o oră prestabilită pentru a se bucura de siguranța și de compania pe care le-o oferă mersul în grup pe străzile orașului, cauzând în mod intenționat o ușoară și temporară perturbare a traficului. Filosofia generală din spatele acestui eveniment este exprimată în sloganul „Noi nu blocam traficul; noi facem parte din trafic.”
Evenimentele de tip Masa Critică sunt auto-organizate, noncomerciale și noncompetitive, și operează printr-o luare de decizii informală, „prin difuzie”, independent de conducători. De asemenea, acestea sunt adesea neoficiale, fara autorizații de la autoritățile municipale. De obicei sunt stabilite dinainte doar data, ora și locul întâlnirii. În unele orașe, traseul, punctul de final, sau anumite puncte de atracție de pe traseu sunt stabilite dinainte. Participanții demonstrează avantajele mersului pe bicicletă în orașul respectiv și pun în evidență modurile în care autoritățile nu se ridică la așteptările cicliștilor în termeni de siguranță și facilități.

## Scopul
Scopul Masei Critice nu este exprimat în mod formal mai mult decât acțiunea concretă de întâlnire și desfășurare a evenimentului, astfel realizând un spațiu public unde automobilele sunt înlocuite pentru a face loc formelor alternative de transport. Un slogan asupra căruia s-a căzut de acord este Și noi facem parte din trafic. Se spune însă că fiecare participant, având drepturi egale de conducere, are și motivele lui personale pentru care participă. În mod evident, Masa Critică este legată de mișcările ecologiste, care susțin că folosirea automobilului personal are consecințe catastrofice asupra mediului înconjurător atât global, cât și local. În general, scopul evenimentului, după cum este indicat de  acțiunile participantilor este de a se opune dominației automobilului asupra culturii noastre urbane. Totuși, aceste motive sunt adesea interpretate în moduri foarte diferite, iar unii participanți ar putea chiar să nu fie de acord cu ele. Spre exemplu, cineva ar putea participa nu pentru scopuri legate de ecologie, ci pentru justitie socială. Caracteristicile acestui eveniment tind totuși să sugereze ambiția adesea nerostită a multor participanți ca balanța mobilității în orașele lor să se încline spre biciclete și alte mijolace alternative de transport, în opoziție cu mașina privată.

## Istoric
Primul astfel de eveniment a avut loc în San Francisco, vineri, 25 septembrie 1992, la ora 18 și a avut 48 de participanti. Mișcarea a început să se numească "Critical Mass" începând cu al doilea eveniment de vineri, 30 octombrie 1992 (care a avut 85 de participanți). Numele său a fost adoptat ca nume general pentru toate evenimentele de acest tip care au început să apară în aceeași perioadă și în alte orașe. Se estimează că evenimente de tipul Masa Critică au loc în peste 325 de orașe din lume.
În capitala Ungariei, Budapesta, în anul 2008, de ziua Pământului, în 22 aprilie au participat la manifestația Critical Mass aproximativ 80.000 de bicicliști, cu mult peste numărul participanților la oricare manifestație de acest tip de pe mapamond.

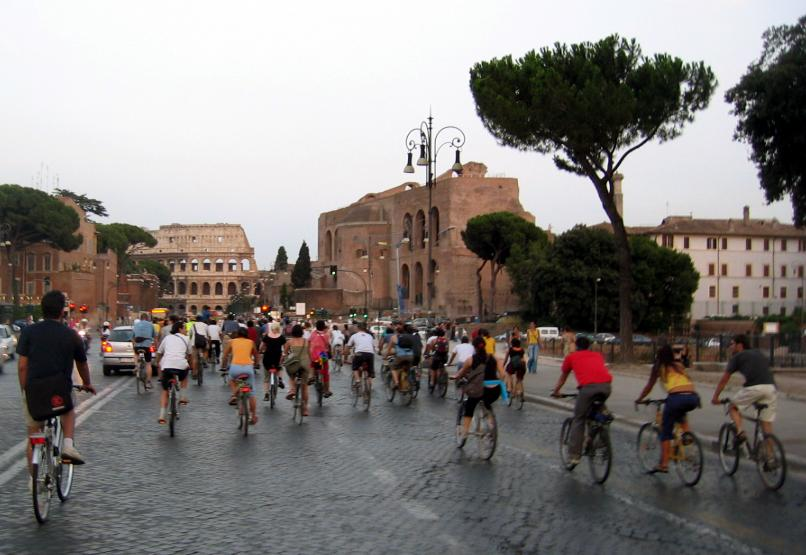
Masa Critică din Roma, 29 iulie 2005

## Structură
Masa critică diferă de multe alte mișcări sociale prin faptul ca nu are o structură ierarhică. Masa Critică este uneori numită o „coincidență organizată”, fără conducători, fără organizatori, fără înscrieri ca și membru. În unele cazuri, traseul se decide pe loc de către cei din fața plutonului, în altele acesta este decis înaintea evenimentului prin vot sau prin consens. Aceste metode eliberează mișcarea de costurile pe care le implică o organizare ierarhică: nu există ședințe, nu există politici interne și așa mai departe. Pentru ca aceasta să poată avea loc, tot ceea ce e necesar să se întâmple este ca suficentă lume să participe astfel înât să creeze o „masă critică” de cicliști suficient de mare pentru a ocupa în siguranță o bucată de stradă și a exclude pe cei ce o folosesc prin mijloace de transport motorizate.

## Reacții și efecte
Cu toate că nu există un consens cu privire la efectul general pe care Masa Critică îl are asupra condițiilor stradale pentru cicliști sau asupra percepției publicului față de mersul pe bicicletă, câteva exemple pot arăta nivelul la care evenimentul își face simțită prezența în diferite domenii:
Numele acestui eveniment a fost folosit într-o multitudine de contexte, de la campanii publicitare pentru diferite produse comericale, până la numeroase alte evenimente publice, unele doar cu vagi similaritâți cu Masa Critică. Corporația RAND, ce se ocupă cu elaborarea de tactici militare pentru armata Statelor Unite a publicat un document intitulat What Next for Networks and Netwars? care analizează tacticile Masei Critice, ca parte a evaluării potențialului luării descentralizate de decizii pentru folosirea pe câmpul de luptă. Printre altele, evenimentul a dat naștere la cărți, filme documentare și artă murală.
Criticii pretind că Masa Critică este o încercare de a bloca traficul autovehiculelor și de a împiedica funcționarea normală a orașului, afirmând că indivizii care iau parte la Masa Critică refuză să se supună legilor de trafic, care se aplică și cicliștilor, la fel cum se aplică șoferilor celorlalte vehicule. Acuzarea de blocare a traficului este etichetată de către unii ca fiind o ipocrizie, deoarece șoferii sunt rareori învinovățiți pentru blocajele de trafic, care se întâmplă mult mai des decât Masa Critică.